# Митоё
Митоё (яп. 三豊市 Митоё-си) — город в Японии, находящийся в префектуре Кагава. Площадь города составляет 222,66 км², население — 66 319 человек (1 августа 2014), плотность населения — 297,85 чел./км².

## Географическое положение
Город расположен на острове Сикоку в префектуре Кагава региона Сикоку. С ним граничат города Канъондзи, Дзенцудзи, Миёси, Фукуяма, Касаока и посёлки Тадоцу, Котохира, Манно, Хигасимиёси.

## Население
Население города составляет 66 319 человек (1 августа 2014), а плотность — 297,85 чел./км². Изменение численности населения с 1980 по 2005 годы:
| 1980 | 77 939 чел. |  |
| 1985 | 78 282 чел. |  |
| 1990 | 77 284 чел. |  |
| 1995 | 75 845 чел. |  |
| 2000 | 73 494 чел. |  |
| 2005 | 71 180 чел. |  |